# スーパーロボット大戦ORIGINAL GENERATION2
『スーパーロボット大戦ORIGINAL GENERATION2』（スーパーロボットたいせんオリジナルジェネレーションツー）は、2005年2月3日にバンプレストから発売されたゲームボーイアドバンス専用シミュレーションRPG。
キャッチコピーは「交錯する世界 …そして、招かれざる来訪者」。

## 概要
「スーパーロボット大戦シリーズ」のカテゴリの一つである「OG（ORIGINAL GENERATION）シリーズ」の一作。『スーパーロボット大戦ORIGINAL GENERATION』（以下、前作）の続編にあたる。全43話/54ステージ。
前作のバンプレストオリジナル路線を維持し、新たに『スーパーロボット大戦A』『第2次スーパーロボット大戦α』などに登場したキャラクターやロボットが加わった。ストーリーは『スーパーロボット大戦IMPACT』と『スーパーロボット大戦A』を中心にして展開され、『ヒーロー戦記 プロジェクト オリュンポス』とも深い関わりを持っている。本作には特定の主人公は存在しないため、前作のような主人公選択によるルート分岐はない。
演出の面では、ほとんどのユニットグラフィックが描き換えられアニメーションも強化されている。前作ではパイロットカットインのない者が多かったが、本作ではほとんどのパイロットにカットインが存在。戦闘BGMはユニット・パイロットごとに指定された数種から任意に設定可能になった。
2007年6月28日にはPlayStation 2用ソフトとして前作と本作、OVA『スーパーロボット大戦ORIGINAL GENERATION THE ANIMATION』とその前後を描いたドラマCDのエピソードを加えてリメイクした『スーパーロボット大戦OG ORIGINAL GENERATIONS』が発売された。
2010年10月からは、本作をベースとしたテレビアニメ『スーパーロボット大戦OG -ジ・インスペクター-』が放映された。

## あらすじ
ホワイトスターでのエアロゲイターとの戦いL5戦役から半年、連邦政府は地球外知的生命体の存在を認め、連邦軍の組織改編と軍備増強計画・イージス計画を発表した。しかし、DCの残党が結集した新たな組織・ノイエDC、新たな異星人・インスペクター、それらの陰で暗躍する謎の組織・シャドウミラー、そしてアインストと呼ばれる謎の存在など、地球人類は更なる戦いの渦に巻き込まれていく。

## 参戦作品

### 一覧
本作はバンプレストオリジナルしか登場しないため、厳密には参戦作品の概念は存在しない。
機体・キャラクターとして登場する作品は以下の通り。☆はOGシリーズ初登場。
- DC戦争シリーズ/魔装機神シリーズ
  - 第2次スーパーロボット大戦
  - 第3次スーパーロボット大戦
  - 第4次スーパーロボット大戦/F/F完結編
- αシリーズ
  - スーパーロボット大戦α
  - スーパーロボット大戦α外伝
  - 第2次スーパーロボット大戦α
- 他スーパーロボット大戦シリーズ作品
  - ☆スーパーロボット大戦A
  - スーパーロボット大戦COMPACT2/IMPACT
  - 新スーパーロボット大戦
- スーパーロボット大戦シリーズ以外
  - ヒーロー戦記 プロジェクト オリュンポス

### パッケージ登場機体
機体の後ろに括弧書きで初登場した作品。
- アルトアイゼン・リーゼ（スーパーロボット大戦COMPACT2）
- アンジュルグ（スーパーロボット大戦A）
- サイバスター（魔装機神 THE LORD OF ELEMENTAL）
- ダイゼンガー（第2次スーパーロボット大戦α）
- ビルトビルガー（第2次スーパーロボット大戦α）

## システム
ここでは、本作特有のシステムや新規追加・変更されたシステムについて解説する。シリーズ共通のシステムについてはスーパーロボット大戦シリーズのシステムを参照。
ゲームシステムは基本的に前作のものを踏襲するが、パイロット能力値の上限が400になった。連続攻撃の追加や援護技能が攻撃・防御で別々になったこともあり、習得可能な特殊技能が増えている。インターミッションでは強化パーツの売却やユニットの換装（ヒュッケバインMk-IIIのみ）も可能。ユニットにフル改造ボーナスが存在し、全機共通のボーナスの他にユニット固有のボーナスを選択できる（強化パーツスロットの増加、バリアの耐久性上昇など）。前作では出撃時の気力+5の効果のみだった「エースボーナス」に、各キャラクター固有の特典が加わるようになった（攻撃・防御力や回避・命中率の向上、獲得経験値・資金の増加、特定の精神コマンドの消費SPを軽減など）。
クリア後の特典として、通常とは異なるゲームモードが用意されている。初回クリア時には「EXハードモード」が、ハードモードで開始してクリアすると「スペシャルモード」が選択可能になる。
EXハードモード
インターミッション中の武器改造不可、パイロット養成に必要なPPが2倍、敵ユニットの改造段階がノーマル時より全て3段階アップ、敵パイロットの撃墜数がノーマル時より30機増、熟練度に関係なく難易度が「難」
スペシャルモード
すべてのユニットが全パラメータ10段階まで改造可能、換装武器と強化パーツを全種類1個ずつ持った状態でスタート

## スタッフ
プロデューサー
寺田貴信
じっぱひとからげ
菊池博
ディレクター
安斉誠
名倉正博
シナリオ
千住京太郎
なかの★陽
名倉正博
オリジナルメカデザイン
宮武一貴
カトキハジメ
大河原邦男
斉藤和衛
藤井大誠
富士原昌幸
津島直人
大輪充
守谷淳一
安藤弘
小野聖二
金丸仁
小林淳
土屋英寛
オリジナルキャラデザイン
河野さち子

## プロモーション

### テレビCM
本作のCMにはスパロボイメージガールを勤める加藤夏希が、登場キャラクターの一人「ラミア・ラヴレス」のコスプレをして出演した。また、発売後のCMのBGMは『第2次スーパーロボット大戦α』の最終シナリオのマップBGM「SKILL Ver.αII」が使用された。

### PVソング
本作のPVソングは、『IMPACT』のPVソングのカバー「Machine Soul 2005」（歌：田村美穂）。

### 購入特典
初回特典は、設定資料集「SUPER ROBOT WARS ORIGINAL GENERATION 2 OFFICIAL BOOK」。

## 関連作品

### OVA
スーパーロボット大戦ORIGINAL GENERATION THE ANIMATION

2005年にリリース。全3話（DVD全3巻）。本作の後日談。

### テレビアニメ
スーパーロボット大戦OG -ジ・インスペクター-

2010年10月 - 2011年4月放送。本作および『スーパーロボット大戦OG ORIGINAL GENERATIONS』のストーリー“インスペクター編“を新解釈でアニメ化。

## 関連商品

### 攻略本
- スーパーロボット大戦ORIGINAL GENERATION2 ナビゲーションファイル ISBN 9784047071704
- スーパーロボット大戦ORIGINAL GENERATION2 パーフェクトガイド ISBN 9784797330946
- スーパーロボット大戦ORIGINAL GENERATION2 完全解析ファイル ISBN 9784575164374
- スーパーロボット大戦ORIGINAL GENERATION2 ザ・コンプリートガイド ISBN 9784840229319

### ムック
- スーパーロボット大戦OG2 DEEP FILE ISBN 9784575164411

### コミック
スーパーロボット大戦ORIGINAL GENERATION2 ギャグ4コマ戦線
2005年5月12日初版、双葉社、アクションコミックスISBN 9784575939422
複数作家による二次創作4コマ漫画および短編漫画。
スーパーロボット大戦ORIGINAL GENERATION2 4コマKINGS
2005年6月15日初版、一迅社、DNAメディアコミックス。ISBN 9784758002523
複数作家による二次創作4コマ漫画。
スーパーロボット大戦ORIGINAL GENERATION2 コミックアンソロジー
2005年5月15日初版、一迅社、DNAメディアコミックス。ISBN 9784758002479
複数作家による二次創作短編漫画。